# Luis de Haro y Guzmán

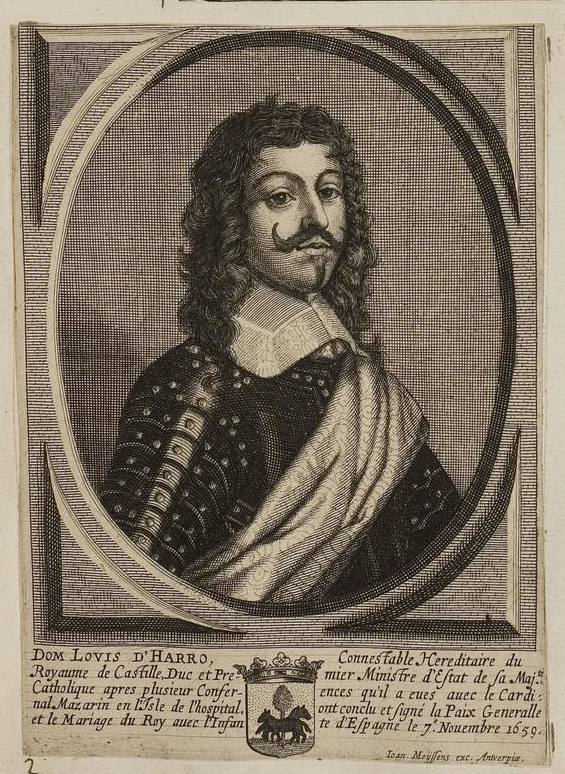
Luis Méndez de Haro y Guzmán, VI marqués del Carpio, grabado de Joannes Meyssens.

Luis Méndez de Haro y Guzmán, VI marqués del Carpio, I duque de Montoro y II conde-duque de Olivares (Valladolid, 17 de febrero de 1598-Madrid, 26 de noviembre de 1661), fue un general y figura política española.

## Origen familiar

Los reinos de Andalucía. La familia de Haro, los Carpio, tenía vastas propiedades e influencia en el de reino de Córdoba, que se acrecentó durante el valimiento de Luis.

Fue bautizado el 15 de marzo de 1603 en la iglesia de San Lorenzo de la ciudad de Valladolid, siendo sus padrinos Álvaro Enríquez de Almansa, marqués de Alcañices, y María de Velasco y Zúñiga, hija del conde de Monterrey. Se desconoce su fecha de nacimiento, si bien se cree que debió de ser apenas unos días anterior a la del bautizo. Era el hijo de Diego Méndez de Haro, V marqués de Carpio, y de Francisca de Guzmán, hermana de Gaspar de Guzmán y Pimentel, I conde-duque de Olivares. Si bien nació en Valladolid, la familia —los Carpio— tenía su solar y el grueso de sus posesiones en el reino de Córdoba. La influencia de la familia materna —una rama menor de los Guzmán— en la corte le otorgó a Haro una posición privilegiada en esta, en la que comenzó como compañero de juegos del que luego sería Felipe IV. Para entonces la familia Carpio era una de las más importantes de Andalucía y había aumentando sus posesiones en esta región desde finales del siglo XV. Como sucesor de los dos casas, Haro heredó un vasto patrimonio.

## Cortesano sin poder político
Fue testigo de primera mano del famoso asesinato del conde de Villamediana el 21 de agosto de 1622, pues lo acompañaba en su carruaje cuando fue muerto.
Pese a ser sobrino del conde-duque de Olivares, sus relaciones con él no fueron buenas a partir de 1624, cuando la única hija del valido se casó con el marqués de Toral, matrimonio que disgustó a los Carpio. La hostilidad del conde-duque hacia su sobrino se compensó por la simpatía constante que le profesó el rey. Hasta que alcanzó el valimiento a comienzos de la década de 1640 no desempeñó cargos que no fuesen cortesanos, salvo la exitosa reunión de las Cortes de Valencia de 1626. Su desempeño en esta sesión, en la que obtuvo una modesta pero inesperada contribución del reino, disgustó a su tío, si bien dejó buen recuerdo por su actitud firme a la par que cortés. Fue, empero, compañero constante del monarca como miembro de su séquito. No tuvo, por el contrario, peso político, por la marginación a la que lo sometió su tío el conde-duque.
Ese solo lo empleó tardíamente, en septiembre de 1641, para llevar a Madrid al traidor duque de Media Sidonia, al que se le dio orden de envenenar si no se avenía a partir para la corte. La hábil gestión de Haro preocupó al conde-duque, pues eclipsó a este en su propia región. La misión en Andalucía supuso la reaparición política de Haro en vísperas de la caída de Olivares.

## Valido discreto

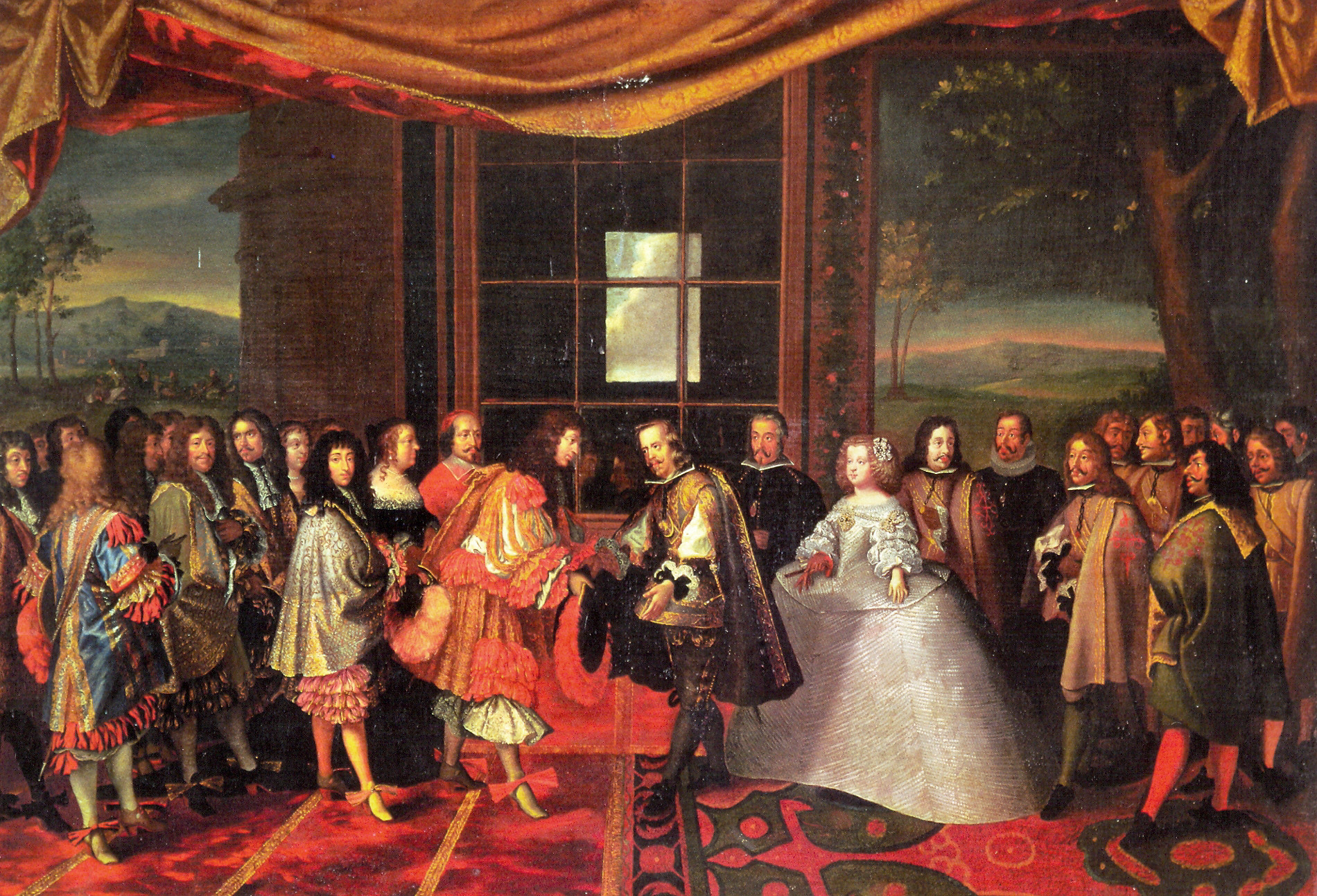
Luis de Haro tras Felipe IV, en la entrevista que las Cortes española y francesa mantuvieron con motivo del Tratado de los Pirineos.

Hizo carrera en la corte española durante el valimiento de su tío el I conde-duque de Olivares, al que sucedió como valido del rey Felipe IV cuando aquel fue expulsado en 1643, siendo desde 1648 su caballerizo mayor. Ese mismo año heredó el título de marqués del Carpio, al fallecer su padre y con él un enorme conjunto de propiedades y la red clientelar paterna. En su época hizo de las posesiones familiares en Córdoba el mayor señorío de este reino. era también conde-duque de Olivares y por ello grande de España desde la muerte su tío en 1645, pero siguió refiriéndose a él modestamente como el «señor don Luis». En 1660 se le hizo también duque de Montoro.
El ostracismo político de quince años al que le había sometido el conde-duque de Olivares supuso una paradójica ventaja: cuando este cayó en desgracia, Haro se halló en una posición muy ventajosa, la de alguien cercano a la familia del depuesto valido y a la vez no demasiado asociado a su régimen y aceptable a las demás camarillas cortesanas. Su situación era la de una figura conciliadora entre partidarios y detractores de Olivares que había tratado discretamente con ambos durante sus largos años sin desempeñar cargos políticos, pero sin dejar en ningún momento la cercanía al monarca. Este lo escogió como valido por su capacidad de evitar un enfrentamiento entre los grupos palaciegos rivales en un momento en el que la Monarquía Hispánica pasaba graves apuros. Cuando Haro asumió el valimiento había guerras en Flandes e Italia y rebeliones en Cataluña y Portugal, a las que luego se sumaron las de Sicilia y Nápoles en 1647 y la del duque de Híjar en 1648.
La crisis de 1647-1648 eliminaron cualquier posibilidad de emprender reformas de calado o de asumir un estilo de gobierno más autoritario como los de Lerma y Olivares. Su estilo fue, en efecto, muy diferente: pese a la gran ambición política de Haro, mantuvo apariencia de discreto cortesano, de apoyo y no de sustituto del rey, evitando cuidadosamente toda imagen de suplantación real y de repetición de áspero estilo de Olivares. Otro aspecto en el que se distinguió de su predecesor en el puesto fue en que Haro fue un valido viajero, soldado y negociador. Su actitud era modesta; era cortés, humilde y prudente, en contraste con los validos que los habían precedido. Una señal de esta modestia aparente es la escasez de retratos suyos: no se conserva ningún óleo que lo represente y los seis que existen son todos de autoría anónima. La modestia de Haro y su insistencia en estar actuando en todo momento como mero agente de la autoridad real no evitaron que se postrase personal y puntualmente autoritario en cuestiones fiscales y militares, momentos en los que más recordaba a su tío y a Lerma. Su breve experiencia de 1626 lo convenció, empero, de la conveniencia de tratar en lo posible directamente con los súbditos para obtener concesiones, lo que luego se reflejó en sus numerosos viajes. Estos incluyeron visitas anuales a Zaragoza y Lérida durante las campañas catalanas entre 1642 y 1646; visitas a Córdoba, Sevilla y Cádiz en el otoño de 1645 y el inverno de 1646; viajes a Pamplona y Zaragoza en marzo y noviembre de 1646; traslados al frente portugués en Mérida y Badajoz en agosto de 1658 y enero de 1659; y a Irún entre julio y noviembre de 1659 y entre mayo y junio de 1660, para tratar con Francia.
Su principal objetivo fue frenar el desprestigio real y restaurar en lo posible autoridad del soberano en un momento en el que tan solo la península ibérica ya se hallaba partida en tres. Una medida adoptada en este sentido fueron los viajes de Haro, tanto solo como acompañado de Felipe IV, que comenzaron ya en 1642 con la visita a Zagaroza.
Tres de sus principales triunfos políticos y militares fueron la recuperación de Lérida en 1644, la de Barcelona en 1652 y la pacificación de Andalucía ese mismo año. Por el contrario, el bienio 1647-1648 fue de los peores de su ministerio: a las guerras existentes en Portugal y Cataluña se sumaron las revueltas en el sur de Italia, la conjura frustrada del duque de Híjar y la segunda suspensión de pagos del reinado (1647). Asumió el mando de las operaciones militares contra Portugal en el verano de 1658 y logró el levantamiento del cerco portugués a Badajoz.
Nunca llegó a tener la misma influencia y control que su tío, principalmente porque Felipe IV también confiaba en la hermana María de Ágreda. Ella convenció al rey para que aboliera el puesto de valido.
Luis de Haro fue el principal negociador español del Tratado de los Pirineos en la isla de los Faisanes en 1659. No consiguió evitar un resultado negativo, ni una alianza antiespañola con Oliver Cromwell. El tratado estaba acompañado del matrimonio entre Luis XIV de Francia y María Teresa de Austria. Luis de Haro ejerció la parte de la contrayente en el matrimonio por poderes que tuvo lugar en Fuenterrabía el 3 de junio de 1660.
Su éxito principal fue la victoria contra la insurrección de parte de Cataluña y la recuperación de Barcelona en 1652. La Guerra de Restauración portuguesa, por el contrario, fue un completo fracaso. Luis de Haro mandó personalmente las tropas españolas en la batalla de las Líneas de Elvas en 1659, que terminaron en una completa derrota.
Falleció en Madrid el 16 de noviembre de 1661.
Un retrato de Luis de Haro, pintado en formato de cuerpo entero por Juan Carreño de Miranda, se conserva en el Museo Jacquemart-André de París.

## Coleccionismo de arte
Tras la ejecución de Carlos I de Inglaterra y la dispersión de su colección de arte, Luis de Haro encomendó a Alonso de Cárdenas, embajador de España en Londres, la compra de no pocas de las obras más valiosas. Cárdenas compró en condiciones ventajosas más de un centenar de pinturas en la almoneda organizada por el Parlamento, la conocida como almoneda de la Commonwealth. Entre ellas figuraban muchas de las más apreciadas de la colección, con las que el marqués del Carpio obsequió a Felipe IV, como El Tránsito de la Virgen, de Andrea Mantegna, el Autorretrato, de Alberto Durero, la Sagrada Familia, conocida como La Perla, de Rafael, La Virgen con el Niño, san Mateo y un ángel de Andrea del Sarto, El lavatorio, de Tintoretto, y Moisés salvado de las aguas de Veronés, todas ellas actualmente en el Museo del Prado, así como la serie de los Emperadores romanos de Tiziano, destruida en el incendio del Alcázar de 1734.
También Cárdenas actuó como agente de Haro en la almoneda de los bienes del conde de Arundel, conocido coleccionista, en la que adquirió Jesús y el centurión de Veronés (Museo del Prado). Como varias de las antes citadas la obra pasó al monasterio de El Escorial donde el padre Santos la describe en el capítulo prioral, diciendo de ella que «bastava sola» para hacer célebre al pintor.

## Matrimonio y descendencia
Casó en Barcelona el 26 de abril de 1625 con Catalina Fernández de Córdoba y Aragón (26 de abril de 1610-19 de noviembre de 1647), hija menor de Enrique de Córdoba Cardona y Aragón, y tuvo seis hijos:
- Gaspar, (1629-1687), su sucesor al frente de la casa del Carpio y virrey de Nápoles.[32]
- Juan Domingo (1640-1716), gobernador de los Países Bajos de los Habsburgo y virrey de Cataluña,[31] que casó en Madrid (San Juan) el 7 de febrero de 1657 con Inés Francisca de Ayala y Zúñiga, condesa de Ayala y de Monterrey,[33] de la que no tuvo sucesión.[34]
- Francisco Manuel (1647-1653).[31]
- Antonia, casada con Gaspar Juan Pérez de Guzmán, X duque de Medina Sidonia.[31]
- Manuela, casada con Gaspar Vigil de Quiñones Alonso Pimentel y Benavides, X conde de Luna.[31]
- María Fernández-Méndez (c. 4 de octubre de 1644-c. 10 de febrero de 1693), casada con Gregorio de Silva y Mendoza, V duque de Pastrana.[31]